# Geneviève Asse
Pour les articles homonymes, voir Asse et Bodin.
Geneviève Anne Marie Bodin dite Geneviève Asse, née le 24 janvier 1923 à Vannes et morte le 11 août 2021 à Paris 7e, est une artiste peintre et graveuse française.
Elle est connue pour le « bleu Asse », une utilisation particulière du bleu dans ses monochromes.

## Biographie

### Jeunesse
Geneviève Anne Marie Bodin naît à Vannes en 1923. Elle est élevée dans un premier temps par sa grand-mère dans la presqu’île de Rhuys, dans le golfe du Morbihan, puis, en 1932, elle rejoint à Paris sa mère remariée, qui travaille aux éditions Delalain. Elle prend comme pseudonyme le nom de jeune fille de sa mère.

### Formation et débuts
Elle est élève aux Arts décoratifs de 1940 à 1942, puis elle côtoie le Groupe de l'échelle à Montparnasse.
Elle rejoint son frère dans la Résistance dans le cadre des Forces françaises de l'intérieur, puis devient conductrice ambulancière dans la 1re division blindée. Elle participe ainsi aux campagnes d’Alsace et d’Allemagne, et à l'évacuation des déportés du camp de concentration de Theresienstadt. Elle est décorée de la croix de guerre en 1945,.
Après la guerre, elle gagne sa vie en réalisant des travaux pour des maisons de tissu, notamment la maison Paquin et Bianchini-Férier, et reprend ses activités de peintre. Elle expose notamment au 7e Salon des moins de trente ans en 1947 et au Salon d'automne.

### Reconnaissance
Elle réalise sa première exposition personnelle seulement en 1954, à la galerie Michel Warren à Paris. À partir des années 1950, elle expose en France et à l'étranger.
Le musée d'Art moderne de Paris organise une rétrospective en 1988. Le Centre national d'art et de culture Georges-Pompidou acquiert de nombreuses œuvres en 2000, puis lui consacre une exposition en 2013 à l'occasion d'une importante donation que fait Geneviève Asse. Elle donne également plusieurs tableaux à la ville de Vannes en 2012, et le musée La Cohue consacre un étage à ses toiles.
Son dessin Fenêtre (1955) est acheté en 1992 et figure dans les collections du Centre Pompidou. Elle réalise en 1999 de grandes toiles, Stèles.
En 1993, dans le cadre d'une commande publique, elle a réalisé pour la Chalcographie du Louvre une gravure au burin, pointe sèche et aquatinte intitulée Atlantique I.
Elle crée des décors pour la manufacture nationale de Sèvres à partir de 1978, notamment pour le service Diane destiné à l'Élysée. Elle contribue de 1984 à 1988 aux vitraux de la cathédrale de Saint-Dié-des-Vosges.
Elle est connue pour ses monochromes et son utilisation du bleu, le « bleu Asse »,. En 1995, son projet de vitraux en collaboration avec Olivier Debré pour la collégiale Notre-Dame-de-Grande-Puissance à Lamballe est retenu. Entre 2003 et 2013, elle prend part au chantier de réalisation des vitraux.

### Dernières années
Elle partage son temps entre l'Île-aux-Moines et l'île Saint-Louis.
Elle meurt le 11 août 2021 à l'Institution nationale des Invalides, dans le 7e arrondissement de Paris, à l'âge de 98 ans.
Elle fut la compagne de Silvia Baron Supervielle.

### Décorations
- Grand-croix de la Légion d'honneur (2014)[10]
- Commandeure de l'ordre national du Mérite[3]
- Croix de guerre 1939–1945 (1945)[2]
- Commandeure de l'ordre des Arts et des Lettres[3].

## Expositions
- 1955 : « Jeune peinture en France », à la Citadelle de Mayence
- 1960 : « École de Paris » à la galerie Charpentier et première exposition personnelle à la galerie Benador à Genève
- 1961 : galerie Lorenzelli à Milan
- 1962 : galerie André Schoeller, Paris
- 1963 : exposition de groupe à la galerie Krugier & Cie à Genève
- 1967 : exposition collective à la Kunstalle, à Recklinghausen en Allemagne
- 1968 : musée des beaux-arts de Reims. « La peinture en France », à la National Gallery of Art, Washington, et au musée d'art moderne de New York
- 1970 : Centre national d'art contemporain à Paris. Exposition universelle de Montréal. « Paris et la peinture contemporaine depuis un demi-siècle », à Buenos Aires, Montevideo, Quito, Bogotá, Caracas, Santiago, Lima, Mexico
- 1973 : galerie Lorenzelli à Bergame
- 1974 : galerie Jan Krugier à Genève
- 1975 : château de Ratilly, à Treigny (Yonne)
- 1978 : exposition de gravures, musée d'art moderne de Paris
- 1978 : « École de Paris, 1956-1976. Abstraction lyrique » au Palazzo Reale (Milan), à la fondation Calouste Gulbenkian (Lisbonne), à la Direction générale du patrimoine artistique des archives et des musées (Madrid) et au « Museum Narodowe we Wrorlawin » (Varsovie)
- 1979 : fondation Eugenio Mendoza à Caracas, Venezuela
- 1980 : exposition de dessins (1941-1979) au musée des beaux-arts de Rennes.
- 1980 : « Printed Art oh two Decades », musée d'art moderne de New York
- 1981 : « Paris-Paris. Créations en France, 1937-1957 », Centre Georges-Pompidou. Galerie Taranmanà Londres
- 1982 : exposition de dessins et d'huiles sur papier, galerie la Hune, Paris. Expositions en Norvège
- 1987 : exposition de peintures au musée Cantini, Marseille
- 1988 : rétrospective au musée d'Art moderne de Paris.
- 1988 : exposition de gravures à la Bibliothèque nationale
- 1988 : galerie Claude Bernard, Paris
- 1988 : création de vitraux pour la cathédrale de Saint-Dié-des-Vosges
- 1989 : exposition de gravures à l'Artothèque de Grand'Place, à Grenoble
- 1990 : « Polyptyques » au musée du Louvre
- 1993 : Salon de mars, galerie Claude Bernard, Paris.
- 1993 : « Manifeste : Une histoire parallèle. 1960-1990 », Centre Georges-Pompidou. Musée des Beaux-Arts de Rennes, musée de Brou, Bourg-en-Bresse
- 1994 : « A Century of Artists Books », au MoMA - Musée d'art moderne de New York
- 1997 : musée de la Cohue, à Vannes
- 1998 : exposition de gravures et de livres au musée d'Art et d'Histoire de Genève
- 1999 : exposition de gravures et de collages, à la fondation Louis-Moret à Martigny, Suisse. Centre culturel Pierre Tal Coat à Hennebont (Morbihan)
- 1999 : « L'art dans les chapelles » à la chapelle Saint-Nicolas-des-Eaux de Pluméliau (Morbihan)
- 1999 : « Hommage à Bernard Anthonioz », au Couvent des cordeliers, Paris
- 2000 : « Petits formats, 1943-2000 », Galerie Marwan Hoss, Paris
- 2001 : nouvelles acquisitions du Cabinet d'art graphique du Centre Georges Pompidou.
- 2001 : gravures et dessins à la galerie Ditesheim -Neuchâtel[19], Suisse
- 2006 : Geneviève Asse, Stèles, Musée des Beaux-Arts de Quimper
- Été 2009 : galerie Oniris[20], Rennes, pour la 4e fois depuis 1995
- 2009-2010 : rétrospective, musée des Beaux-Arts de Rouen
- 24 novembre 2012-10 mars 2013 : « Parcours d'une artiste libre », musée Fabre de Montpellier
- 2013, 26 juin-9 septembre : « Peintures », musée national d'Art moderne, Paris
- 2015 : Exposition-hommage[21], musée des Beaux-Arts de Lyon
- 2016 : « De gris et de bleu », galerie Antoine Laurentin, Paris
- 2016 : « Formes du silence », avec Novotny, von Rauch, Verjux, couvent Sainte-Marie-de-la-Tourette, Éveux
- 2019 : « Peintures, dessins, gravures », galerie Catherine Putman, Paris
- 2020 : « Geneviève Asse - de 1950 à 2010 », galerie Antoine Laurentin, Paris & Bruxelles
- 2025 : « Geneviève Asse, carnets », galerie des donateurs, BnF, Paris[22]

### Collections publiques
- Geneviève Asse a fait une importante donation de ses œuvres en 2012 au musée des beaux-arts La Cohue à Vannes, sa ville natale, qui lui consacre une exposition permanente.
- Musée des Beaux-Arts de Tours, Horizons, huile sur toile, 1,95 x 1,30 m, 1975, collection du musée depuis 2011[23].
- Acquisition par les collections du fonds municipal d'art contemporain de Paris en 2000.
- Fonds national d'art contemporain, Vertical Collage I, huile sur toile, 1,94 x 96 cm, 1983, dépôt au musée des Beaux-Arts de Quimper depuis 1993[24].
- Musée d'Arts de Nantes, 6 œuvres, de 1946 à 1993, huile sur toile, dessins, gravures[25].
- Centre Pompidou, Fenêtre, réalisé en 1955, acheté en 1992[12].
- Musée d'Art moderne de Paris, Sénanque, peinture à l'acrylique, vers 1971[26].
- Palais des Beaux-Arts de Lille, Voies de l'espace, 2000.

## Œuvres et publications
- Notes par deux, coll. « L'art en écrit », Paris, éditions Jannink, 2003[27]

### Caractéristiques du «Bleu Asse»
L'artiste Geneviève Asse peint ses œuvres en bleu depuis les années 1970. Elle utilise une palette allant du bleu clair au bleu foncé. Son bleu représente la « lumière », l'« ouverture », le « lointain », « l'infini », « l'espace » et la « transparence », à travers des titres d'une grande poésie. Il serait la métaphore de la lumière sur le champ de la toile, devenue le support à l'illumination pure de son langage. Cette utilisation du bleu tire ses racines des origines de l'artiste et de ses passions. En effet, Geneviève Asse aime la nature sauvage, la lumière, le ciel et la mer.
De plus, son bleu rappelle la Bretagne, sa région d'origine. C'est en se baladant dans le Golfe de Morbihan qu'on comprend le culte qu'elle voue au bleu. Sa Bretagne natale l'inspire et la pousse à produire. On devine, à travers ses œuvres, les espaces du Golfe Morbihan, ses couleurs pastels et ses lumières changeantes. Ses bleus sont toujours nuancés et d'une subtilité rare. Ils nous rappellent à quel point en Bretagne, le ciel se confond avec la mer. Pour elle, « le bleu prend tout ce qui passe », c'est-à-dire qu'il absorbe.  « Elle se sent prise par cette couleur, elle est entrainée par le bleu, elle ne fait qu'un avec lui, elle l'utilise comme langage. Chez Geneviève, tout est bleu, de ses vêtements jusqu'à son atelier ».

### Ouverture de la nuit(1975)
Ouverture de la nuit est un diptyque composé d'une lithographie sur papier (69 × 51 cm, bleu lueur de nuit, tirage : 76/90, inscriptions : « S.B.D: ASSE »), publiée en 1975, et donnée par le Centre national d'art contemporain en 1984 à la ville de Vannes, qui l'expose dans son musée des beaux-arts (n° d'inventaire: AM 1984-762(1)), et d'une huile sur toile (200 × 200 cm).
Ce diptyque contient deux œuvres majeures du parcours de Geneviève Asse réalisé en 1973. Les variations de la lumière et des couleurs lui permettent d'affiner sa technique de peinture notamment grâce à la découverte de nouvelles pigmentations intenses et subtiles qui apparaissent à travers deux atmosphères différentes mais semblables.

### Livres illustrés
Geneviève Asse a illustré de nombreux textes de livres de bibliophilie.
- Silvia Baron Supervielle :
  - Les Fenêtres, 1975
  - Un été, 1996
  - Notes sur Thème[28], accompagné de neuf pointes sèches originales de Geneviève Asse, Paris, éd. Galilée, coll. « Écritures-figures », 2014  (ISBN 978-2-7186-0908-9)
- Yves Bonnefoy : 
  - Début et fin de la neige, 1989
- Jorge Luis Borges :
  - Les Conjurés, 1990
- André du Bouchet :
  - Ici en deux, 1982
- Michel Butor : 
  - La souveraine reprend son rang[29], avec un frontispice de Geneviève Asse, Saint-Julien-Molin-Molette, Jean-Pierre Huguet, coll. « Carnets des sept collines », 2004  (ISBN 2-915412-09-X)
- Franck Delorieux : 
  - La Fabrique des fleurs[30], accompagné de huit pointes sèches originales, Paris, éd. Galilée, 2013  (ISBN 978-2-7186-0889-1)
- André Frénaud :
  - Haeres, 1977
- Charles Juliet :
  - Une lointaine lueur, 1977
- Pierre Lecuire : 
  - L'Air, 1964
  - Hommage à Giorgio Morandi, 1966
  - Litres, 1969
  - Art poétique, 1955
- Francis Ponge
  - Première et Seconde Méditations nocturnes[31], aquatinte de Geneviève Asse, Châteauroux, l'Ire des vents, 1987
- Anne de Staël :
  - Cingles, 1992
  - Le Cahier océanique[32], avec quatre burins et la couverture illustrée au pochoir, Paris, Écarts, 2010

### Archives
- Fonds : Geneviève Asse (1940-2021) [archives écrites et photographiques ; 17 boites et 3 pochettes grand format].  Cote : ASSE 1 - 17. Paris : Bibliothèque Kandinsky, Centre Pompidou (présentation en ligne).
- Fonds documentaire Geneviève Asse, Antoine Laurentin.